# 2013-as salakmotor-világbajnokság
A 2013-as salakmotor-világbajnokság a Speedway Grand Prix éra 19., összességében pedig a széria 68. szezonja volt. Az idény március 23-án kezdődött Új-Zélandon a Western Springs  stadionban és Lengyelországban végződött a Rose Motoarena helyszínén október 5-én.
Tai Woffinden szerezte meg a bajnoki címet, Jarosław Hampellel és Niels Kristian Iversennel szemben. A címvédő Chris Holder volt, aki egy sérülés következtében nem tudta teljesíteni a szezont.

## Versenyzők
A szezon során összesen 15 állandó versenyző vett részt a versenyeken. A résztvevők a következőképpen tevődtek össze:
- A 2012-es szezon első nyolc helyezettje automatikusan helyet kapott a mezőnyben.[5]
- Az idény előtt megrendezett Grand Prix Challenge három leggyorsabb versenyzője kvalifikálhatott a mezőnybe.[6]
- Az utolsó négy hely sorsáról a bajnokság promótere döntött, amely a tavalyi szezon eredménye alapján választott.[7]
- A mezőnyt továbbá szabadkártyás és helyettesítő résztvevők egészítették ki.

| #                        | Motorversenyző         | Továbbjutás        | Fordulók           |
| Állandó résztvevők       | Állandó résztvevők     | Állandó résztvevők | Állandó résztvevők |
| ------------------------ | ---------------------- | ------------------ | ------------------ |
| 1                        | Chris Holder           | automatikus        | 1–7                |
| 2                        | Nicki Pedersen         | automatikus        | összes             |
| 3                        | Greg Hancock           | automatikus        | összes             |
| 4                        | Tomasz Gollob          | automatikus        | 1–11               |
| 5                        | Emil Szajfutgyinov     | automatikus        | 1–9                |
| 6                        | Antonio Lindbäck       | automatikus        | összes             |
| 7                        | Fredrik Lindgren       | automatikus        | összes             |
| 8                        | Andreas Jonsson[a]     | automatikus        | 1–7, 9–12          |
| 9                        | Martin Vaculík         | kiválasztás        | összes             |
| 10                       | Jarosław Hampel        | kiválasztás        | összes             |
| 11                       | Krzysztof Kasprzak     | kvalifikáció       | összes             |
| 12                       | Matej Žagar            | kvalifikáció       | összes             |
| 13                       | Niels Kristian Iversen | kvalifikáció       | összes             |
| 14                       | Tai Woffinden          | kiválasztás        | összes             |
| 15                       | Darcy Ward             | kiválasztás        | 1–3, 7–12          |
| Szabadkártyás résztvevők |                        |                    |                    |
| 16                       | Jason Bunyan           |                    | 1                  |
| 16                       | Krzysztof Buczkowski   |                    | 2                  |
| 16                       | Linus Sundström        |                    | 3                  |
| 16                       | Josef Franc            |                    | 4                  |
| 16                       | Chris Harris           |                    | 5                  |
| 16                       | Bartosz Zmarzlik       |                    | 6                  |
| 16                       | Michael Jepsen Jensen  |                    | 7                  |
| 16                       | Nicolas Covatti        |                    | 8                  |
| 16                       | Andzejs Lebedevs       |                    | 9                  |
| 16                       | Aleksander Conda       |                    | 10                 |
| 16                       | Kim Nilsson            |                    | 11                 |
| 16                       | Adrian Miedzinski      |                    | 12                 |
| Pályatartalékok          |                        |                    |                    |
| 17                       | Dennis Andersson       |                    | 3                  |
| 17                       | Craig Cook             |                    | 5                  |
| 17                       | Peter Kildemand        |                    | 7                  |
| 17                       | Nicolas Vicentin       |                    | 8                  |
| 17                       | Fredrik Engman         |                    | 12                 |
| 18                       | Mathias Thornblom      |                    | 3                  |
| 18                       | Josh Auty              |                    | 5                  |
| 18                       | Kenni Larsen           |                    | 7                  |
| 18                       | Oliver Berntzon        |                    | 11                 |
| Helyettesítő résztvevők  |                        |                    |                    |
| 19                       | Aleš Dryml, Jr.        |                    | 4–6, 8, 10–12      |
| 20                       | Leon Madsen            |                    | 8–12               |
| 21                       | Troy Batchelor         |                    | 12                 |

Megjegyzések:
- Csak azok a helyettesítők és pályatartalékok szerepelnek a listán, akik legalább egy versenyen részt vettek a szezon során.
- ↑ a:  Eredetileg Jason Crump automatikusan részt vehetett volna a versenyeken, azonban az idényt megelőzően visszavonult, így helyét Andreas Jonsson vette át, aki a kilencedik pozícióban fejezte be az előző szezont.[8]

## Versenynaptár és eredmények
| Forduló | Dátum          | Helyszín                 | Győztes                | Második                | Harmadik           | Negyedik               | Listavezető        | Előny |
| ------- | -------------- | ------------------------ | ---------------------- | ---------------------- | ------------------ | ---------------------- | ------------------ | ----- |
| 1       | március 23.    | Western Springs Stadion  | Jarosław Hampel        | Tomasz Gollob          | Nicki Pedersen     | Greg Hancock           | Tomasz Gollob      | 0     |
| 2       | április 20.    | Polonia Stadion          | Emil Szajfutgyinov     | Matej Žagar            | Tomasz Gollob      | Tai Woffinden          | Tomasz Gollob      | 8     |
| 3       | május 4.       | Ullevi                   | Emil Szajfutgyinov     | Chris Holder           | Nicki Pedersen     | Jaroslaw Hampel        | Tomasz Gollob      | 2     |
| 4       | május 18.      | Markéta Stadion          | Tai Woffinden          | Krzysztof Kasprzak     | Nicki Pedersen     | Emil Szajfutgyinov     | Emil Szajfutgyinov | 1     |
| 5       | június 1.      | Millennium Stadion       | Emil Szajfutgyinov     | Niels Kristian Iversen | Krzysztof Kasprzak | Fredrik Lindgren       | Emil Szajfutgyinov | 8     |
| 6       | június 15.     | Jancarz Stadion          | Jarosław Hampel        | Chris Holder           | Tai Woffinden      | Greg Hancock           | Emil Szajfutgyinov | 11    |
| 7       | június 29.     | Parken Stadion           | Darcy Ward             | Matej Žagar            | Chris Holder       | Tomasz Gollob          | Emil Szajfutgyinov | 13    |
| 8       | augusztus 8.   | Pista Olimpia            | Niels Kristian Iversen | Tai Woffinden          | Emil Szajfutgyinov | Matej Žagar            | Emil Szajfutgyinov | 5     |
| 9       | augusztus 17.  | Latvijas Spidveja Centrs | Greg Hancock           | Darcy Ward             | Tai Woffinden      | Nicki Pedersen         | Tai Woffinden      | 3     |
| 10      | szeptember 7.  | Matije Gubca Stadion     | Jarosław Hampel        | Tai Woffinden          | Tomasz Gollob      | Niels Kristian Iversen | Tai Woffinden      | 20    |
| 11      | szeptember 21. | Friends Arena            | Niels Kristian Iversen | Matej Žagar            | Jarosław Hampel    | Greg Hancock           | Tai Woffinden      | 16    |
| 12      | október 5.     | Rose Motoarena           | Adrian Miedzinski      | Greg Hancock           | Jarosław Hampel    | Niels Kristian Iversen | Tai Woffinden      | 9     |

## Végeredmény
Pontrendszer
A résztvevők a teljes forduló során szerezhetnek pontokat, így lehetséges, hogy nem az első helyezett szerzi a legtöbb pontot. A versenyzők a következőképpen szerezhetnek pontokat:
| Pozíció | 1. | 2. | 3. | 4. |
| Pont    | 3  | 2  | 1  | 0  |
| ------- | -- | -- | -- | -- |

| Pozíció | Versenyző              | NZL | EUR | SWE | CZE | GBR | POL | DEN | ITA | LAT | SLO | SCA | PL2 | Pont |
| ------- | ---------------------- | --- | --- | --- | --- | --- | --- | --- | --- | --- | --- | --- | --- | ---- |
|         | Tai Woffinden          | 9   | 14  | 12  | 19  | 7   | 12  | 11  | 18  | 15  | 17  | 7   | 10  | 151  |
|         | Jarosław Hampel        | 15  | 8   | 15  | 8   | 6   | 14  | 6   | 13  | 11  | 16  | 13  | 17  | 142  |
|         | Niels Kristian Iversen | 7   | 9   | 10  | 7   | 16  | 11  | 4   | 13  | 13  | 11  | 18  | 13  | 132  |
| 4.      | Greg Hancock           | 11  | 8   | 8   | 7   | 11  | 12  | 9   | 5   | 18  | 9   | 13  | 18  | 129  |
| 5.      | Nicki Pedersen         | 12  | 10  | 12  | 11  | 11  | 8   | 7   | 12  | 11  | 14  | 5   | 8   | 121  |
| 6.      | Emil Szajfutgyinov     | 6   | 15  | 17  | 17  | 14  | 15  | 13  | 10  | 7   | –   | –   | –   | 114  |
| 7.      | Matej Žagar            | 5   | 14  | 9   | 10  | 3   | 7   | 13  | 14  | 9   | 8   | 15  | 8   | 110  |
| 8.      | Darcy Ward             | 12  | 13  | 0   | –   | –   | –   | 19  | 11  | 13  | 10  | 15  | 13  | 106  |
| 9.      | Tomasz Gollob          | 15  | 16  | 9   | 3   | 5   | 4   | 10  | 6   | 5   | 16  | 0   | –   | 89   |
| 10.     | Krzysztof Kasprzak     | 6   | 0   | 7   | 12  | 13  | 10  | 6   | 5   | 3   | 8   | 10  | 9   | 89   |
| 11.     | Fredrik Lindgren       | 8   | 4   | 5   | 11  | 12  | 7   | 8   | 6   | 4   | 8   | 8   | 2   | 83   |
| 12.     | Chris Holder           | 9   | 10  | 14  | 7   | 14  | 14  | 14  | –   | –   | –   | –   | –   | 82   |
| 13.     | Andreas Jonsson        | 11  | 4   | 3   | 9   | 3   | 9   | 0   | –   | 7   | 3   | 10  | 5   | 64   |
| 14.     | Martin Vaculík         | 5   | 4   | 3   | 6   | 11  | 4   | 6   | 5   | 7   | 5   | 0   | 6   | 62   |
| 15.     | Antonio Lindbäck       | 6   | 3   | 8   | 5   | 1   | 3   | 2   | 6   | 1   | 7   | 3   | 6   | 51   |
| 16.     | Leon Madsen            | –   | –   | –   | –   | –   | –   | –   | 8   | 5   | 1   | 9   | 7   | 30   |
| 17.     | Ales Dryml             | –   | –   | –   | 3   | 2   | 2   | –   | 4   | –   | 2   | 3   | 0   | 16   |
| 18.     | Adrian Miedzinski      | –   | –   | –   | –   | –   | –   | –   | –   | –   | –   | –   | 15  | 15   |
| 19.     | Andzejs Lebedevs       | –   | –   | –   | –   | –   | –   | –   | –   | 9   | –   | –   | –   | 9    |
| 20.     | Chris Harris           | –   | –   | –   | –   | 7   | –   | –   | –   | –   | –   | –   | –   | 7    |
| 21.     | Michael Jepsen Jensen  | –   | –   | –   | –   | –   | –   | 6   | –   | –   | –   | –   | –   | 6    |
| 22.     | Linus Sundström        | –   | –   | 6   | –   | –   | –   | –   | –   | –   | –   | –   | –   | 6    |
| 23.     | Krzysztof Buczkowski   | –   | 6   | –   | –   | –   | –   | –   | –   | –   | –   | –   | –   | 6    |
| 24.     | Bartosz Zmarzlik       | –   | –   | –   | –   | –   | 6   | –   | –   | –   | –   | –   | –   | 6    |
| 25.     | Troy Batchelor         | –   | –   | –   | –   | –   | –   | –   | –   | –   | –   | –   | 6   | 6    |
| 26.     | Fredrik Engman         | –   | –   | –   | –   | –   | –   | –   | –   | –   | –   | 4   | –   | 4    |
| 27.     | Aleksander Conda       | –   | –   | –   | –   | –   | –   | –   | –   | –   | 3   | –   | –   | 3    |
| 28.     | Oliver Berntzon        | –   | –   | –   | –   | –   | –   | –   | –   | –   | –   | 3   | –   | 3    |
| 29.     | Nicolas Covatti        | –   | –   | –   | –   | –   | –   | –   | 2   | –   | –   | –   | –   | 2    |
| 30.     | Kim Nilsson            | –   | –   | –   | –   | –   | –   | –   | –   | –   | –   | 2   | –   | 2    |
| 31.     | Josef Franc            | –   | –   | –   | 2   | –   | –   | –   | –   | –   | –   | –   | –   | 2    |
| 32.     | Peter Kildemand        | –   | –   | –   | –   | –   | –   | 2   | –   | –   | –   | –   | –   | 2    |
| 33.     | Kenni Larsen           | –   | –   | –   | –   | –   | –   | 2   | –   | –   | –   | –   | –   | 2    |
| 34.     | Jason Bunyan           | 1   | –   | –   | –   | –   | –   | –   | –   | –   | –   | –   | –   | 1    |
| 35.     | Craig Cook             | –   | –   | –   | –   | 1   | –   | –   | –   | –   | –   | –   | –   | 1    |
| 36.     | Josh Auty              | –   | –   | –   | –   | 1   | –   | –   | –   | –   | –   | –   | –   | 1    |
| 37.     | Dennis Andersson       | –   | –   | 0   | –   | –   | –   | –   | –   | –   | –   | –   | –   | 0    |
| 38.     | Mathias Thornblom      | –   | –   | 0   | –   | –   | –   | –   | –   | –   | –   | –   | –   | 0    |
| 39.     | Nicolas Vicentin       | –   | –   | –   | –   | –   | –   | –   | 0   | –   | –   | –   | –   | 0    |
| Pozíció | Versenyző              | NZL | EUR | SWE | CZE | GBR | POL | DEN | ITA | LAT | SLO | SCA | PL2 | Pont |

| Szín      | Eredmény                 |
| --------- | ------------------------ |
| Arany     | Győztes                  |
| Ezüst     | 2. helyezett             |
| Bronz     | 3. helyezett             |
| Sötétzöld | 4. helyezett             |
| Zöld      | A középdöntőben kiesett  |
| Fehér     | A selejtezőben kiesett   |
| Piros     | Nem vett részt a futamon |